# Неотомові
Неотомові (Neotominae) — підродина гризунів, що належить до родини Хом'якові (Cricetidae). Представники підродини Neotominae мешкають у Північній Америці.

## Класифікація
Відомо 18 сучасних і 6 викопних родів:
- Триба Baiomyini
  - Baiomys
  - Scotinomys
- Триба Neotomini
  - Galushamys†
  - Hodomys
  - Nelsonia
  - Neotomodon
  - Neotoma
  - Repomys†
  - Xenomys
- Триба Onychomyini
  - Onychomys
- Триба Reithrodontomyini
  - Bensonomys†
  - Cimarronomys†
  - Habromys
  - Isthmomys
  - Jacobsomys†
  - Megadontomys
  - Neotomodon
  - Ochrotomys
  - Osgoodomys
  - Paronychomys
  - Peromyscus
  - Podomys
  - Reithrodontomys
  - Symmetrodontomys†